# Cropia indigna
Cropia indigna là một loài bướm đêm trong họ Noctuidae.